# Śnieżnik (rodzaj)
Śnieżnik (Chionomys) – rodzaj ssaków z podrodziny karczowników (Arvicolinae) w obrębie rodziny chomikowatych (Cricetidae).

## Rozmieszczenie geograficzne
Rodzaj obejmuje gatunki występujące w Eurazji.

## Morfologia
Długość ciała (bez ogona) 107–156 mm, długość ogona 40–108 mm; masa ciała 29,5–78 g.

## Systematyka
Rodzaj zdefiniował w 1908 roku amerykański botanik i zoolog Gerrit Smith Miller w artykule poświęconym systematyce grupy gatunkowej Microtus nivalis, opublikowanym w czasopiśmie The Annals and magazine of natural history. Gatunkiem typowym jest (orygianlne oznaczenie) śnieżnik europejski (Ch. nivalis). 

### Etymologia
- Chionomys: gr. χιων khiōn, χιονος khionos ‘śnieg’[8]; μυς mus, μυος muos ‘mysz’[9].
- Protochionomys: gr. πρωτος prōtos ‘pierwszy, przed’; rodzaj Chionomys G.S. Miller, 1908[2]. Gatunek typowy (oryginalne oznaczenie): Microtus Roberti O. Thomas, 1906.

### Podział systematyczny
Do rodzaju należą następujące gatunki zgrupowane w dwóch podrodzajach:
| Podrodzaj      | Grafika | Gatunek                | Autor i rok opisu                                               | Nazwa zwyczajowa    | Podgatunki         | Rozmieszczenie geograficzne | Podstawowe wymiary                                | Status IUCN |
| -------------- | ------- | ---------------------- | --------------------------------------------------------------- | ------------------- | ------------------ | --- | ------------------------------------------------- | ----------- |
| Chionomys      |         | Chionomys nivalis      | (Martins, 1842)                                                 | śnieżnik europejski | 13 podgatunków     | Półwysep Iberyjski na wschód przez południową Europę, Anatolię i Kaukaz do południowego Turkmenistanu, na południe do Izraela i południowego Iranu | DC: 10,7–14,3 cm DO: 4–7,5 cm MC: 29–62 g         | LC          |
| Chionomys      |         | Chionomys stekolnikovi | Golenishchev, Malikov, Bannikova, Zykov, Yiğit & E. Çolak, 2022 |                     | gatunek monotypowy | endemit Turcji: środkowy Taurus | DC: około 12,3 cm DO: około 6,4 cm MC: około 37 g | NE          |
| Protochionomys |         | Chionomys roberti      | (O. Thomas, 1906)                                               | śnieżnik gruziński  | gatunek monotypowy | wschodnie Góry Pontyjskie (północno-wschodnia Turcja), Kaukaz (południowo-zachodnia europejska część Rosji, Gruzja i północny Azerbejdżan)         | DC: 12,5–15,6 cm DO: 8–10,8 cm MC: 40–78 g        | LC          |
| Protochionomys |         | Chionomys gud          | (Satunin, 1909)                                                 | śnieżnik kaukaski   | 3 podgatunki       | Wielki Kaukaz (Rosja, Gruzja i Azerbejdżan) | DC: 11,2–13 cm DO: 5,7–7,9 cm MC: 34–63 g         | LC          |
| Protochionomys |         | Chionomys lasistanius  | (Neuhäuser, 1936)                                               |                     | gatunek monotypowy | północno-wschodnia Turcja (Góry Pontyjskie na zachód do Giresun) i południowa Gruzja (Mały Kaukaz)                                                 | DC: 11,2–13 cm DO: 5,7–8,2 cm MC: 34–63 g         | NE          |

Kategorie IUCN:  LC  – gatunek najmniejszej troski;  NE  – gatunki niepoddane jeszcze ocenie.